# Centennial Park
Le Centennial Park est un espace vert américain situé à Nashville, dans le Tennessee. Il abrite notamment le lac Watauga et le Parthénon de Nashville. Il est inscrit au Registre national des lieux historiques depuis le 15 juillet 2008.